# تینج‌ریث
تینج‌ریث (به انگلیسی: Tingrith) یک روستا و محله مدنی در بریتانیا است که در Central Bedfordshire واقع شده‌است. تینج‌ریث ۱۵۳ نفر جمعیت دارد.